# Bitka pri Fort Motte
Bitka pri Fort Motte ali Obleganje utrdbe Motte je bila vojaška operacija med ameriško revolucionarno vojno. Enota Patriotov pod vodstvom generala Francisa "Močvirske lisice" Mariona in podpolkovnika "Lahke konjenice" Harryja Leeja se je odpravila zavzeti britansko postojanko v Fort Motte, neformalnem imenu plantažne graščine, ki so jo Britanci utrdili za uporabo kot skladišče zaradi njene strateške lege na sotočju rek Congaree in Wateeree. Britanci so v utrdbi namestili približno 175 britanskih vojakov pod poveljstvom poročnika Daniela McPhersona.
Marion in Lee sta izvedela, da se je Lord Rawdon po bitki pri Hobkirk's Hillu umikal proti utrdbi Motte. Ameriške sile so 8. maja vložile kraj in želele zavzeti trdnjavo, preden je prispel Rawdon. Dva dni pozneje je Marion pozval Britance k predaji, McPherson pa je to zavrnil. Naslednji dan je polkovnik Lee obvestil gospo Motte, da namerava dvorec požgati, da bi Britance prisilil k odhodu. 12. maja 1781 so se ameriške sile utrdile dovolj blizu dvorca, da so lahko streho zadeli z gorečimi puščicami. Gospa Motte, domoljubka, je sprejela Leejev načrt in zanj ponudila svoje puščice. Dvorec je bil požgan. Marionov topniški ogenj je še povečal obup Britancev in do enih popoldne je poročnik McPherson predal garnizijo domoljubom.